# 陈克潜
陈克潜（1926年—2022年12月29日），男，原籍安徽石台，生于天津，中国有机化学家、教育家，1983年11月至1989年1月任苏州大学校长、教授。

## 生平
1944年毕业于天津市耀华中学。毕业之际，适逢同学于敏家中变故，陈克潜请其父帮助资助于敏继续深造。陈克潜考入上海交通大学化工系。

## 家庭
父亲陈范有。